# Мраз, Густав
Густав Мраз (словац. Gustáv Mráz; 11 сентября 1934, Братислава, Чехословакия — 2 июня 2025) — чехословацкий футболист, защитник.

## Карьера

### Клубная карьера
Дебютировал во взрослом футболе в 1957 году за команду «Интер» (Братислава), в которой провёл два сезона и стал чемпионом Чехословакии.
В 1964 году перешёл в клуб «Спарта» (Прага) на правах аренды, где отыграл один сезон. В составе команды он вновь завоевал титул чемпиона Чехословакии.
В 1965 году завершил карьеру футболиста.

### Карьера в сборной
В 1957 году дебютировал в играх за национальную сборную Чехословакии, за которую сыграл 11 матчей.
В составе сборной принимал участие в чемпионате мира 1958 года.

### Смерть
Скончался 2 июня 2025 года на 91-м году жизни.